# Schrein Abdul-Bahas

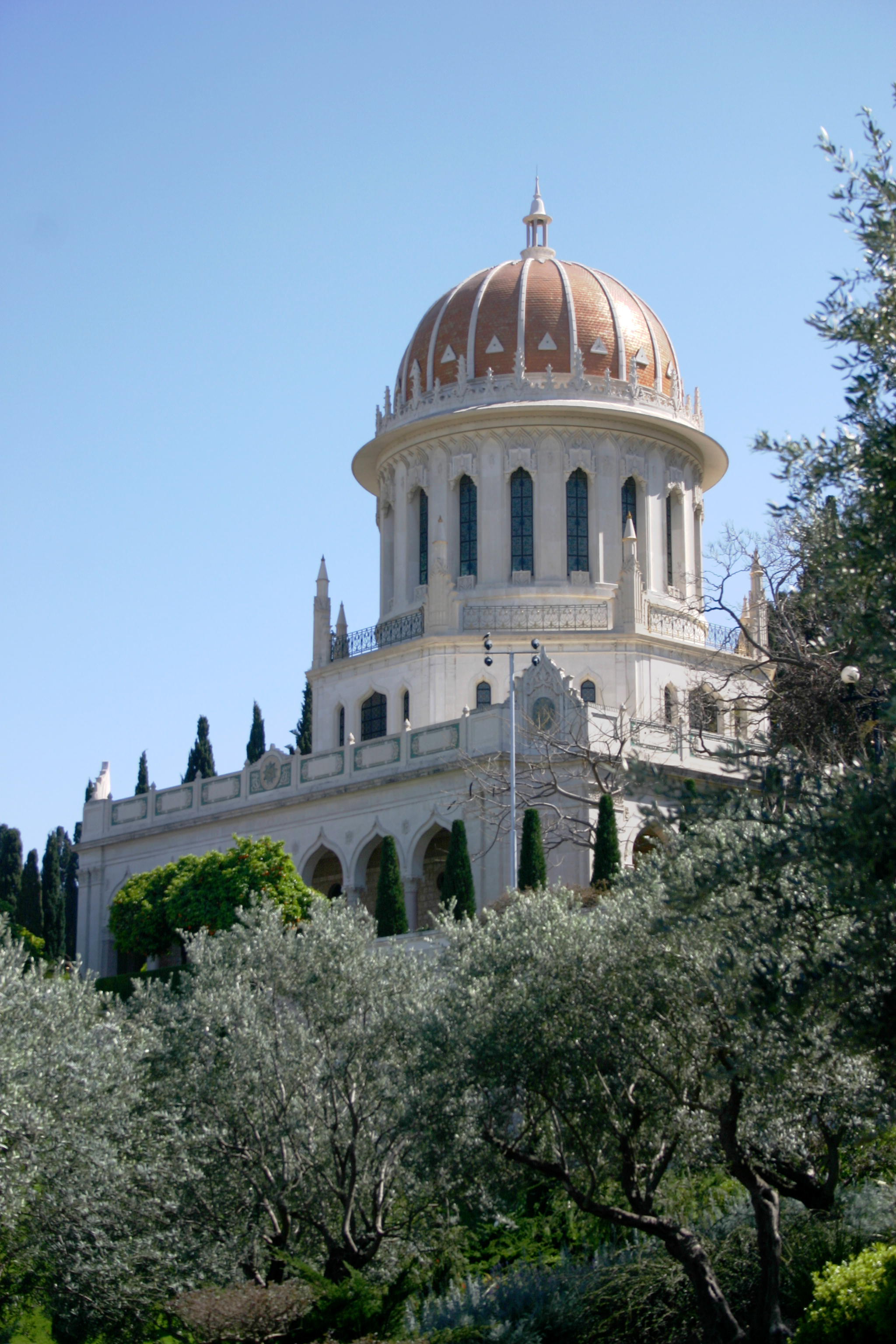
Der Schrein des Bab, in dem sich derzeit der Schrein Abdul-Bahas befindet, ist bekannt als das Wahrzeichen von Haifa

Der Schrein Abdul-Bahas ist ein eigener Bereich im Schrein des Bab in der israelischen Hafenstadt Haifa, in dem die sterblichen Überreste Abdul-Bahas, eines persischen Schriftgelehrten und ältesten Sohn des Religionsstifters Baha’u’llah, aufbewahrt werden. Sein Leichnam wird im ersten von neun Räumen auf der Nordseite des berühmten Sakralbaus auf dem Berg Karmel verwahrt. Im Rahmen ihrer Pilgerreise können Bahai dort beten. Zu diesem Zweck gibt es auch ein besonderes Besuchsgebet, wovon sich eine englisch- und persischsprachige Abschrift in dem Raum befindet. Der Bau eines eigenen Sakralbaus für das Grabmal Abdul-Bahas ist für die Zukunft vorgesehen, um den stetig steigenden Pilger- und Besucherzahlen gerecht zu werden.
Am 7. Mai 2019 hat das Haus der Gerechtigkeit bekanntgegeben, dass Hossein Amanat mit der Planung des Schreins Abdul-Bahas beauftragt wurde. Am 19. September 2019 wurde vom Haus der Gerechtigkeit der Entwurf für den Schrein vorgestellt. Inzwischen macht der Bau Fortschritte.